# Hanene Salaouandji
Hanene Salaouandji, née le 27 juin 1997, est une lutteuse algérienne.

## Carrière
Hanene Salaouandji est médaillée de bronze dans la catégorie des moins de 48 kg aux Championnats d'Afrique de lutte 2016 à Alexandrie et dans la catégorie des moins de 53 kg aux Championnats d'Afrique de lutte 2017 à Marrakech.